# بلاستوم
بلاستوم یا تنده‌تود نوعی سرطان است که بیشتر در کودکان شایع است و در اثر بدخیمی در سلول‌های پیش‌ساز ایجاد می‌شود که اغلب بلاست نامیده می‌شوند. برای نمونه می‌توان به نفروبلاستوم، مدولوبلاستوم و رتینوبلاستوم اشاره کرد. پسوند -بلاستوما برای اشاره به توموری از سلول‌های پیش‌ساز و کاملاً ناقص تمایزنیافته استفاده می‌شود، به عنوان مثال، کندروبلاستوم از سلول‌هایی شبیه پیش‌ساز سلول‌های غضروفی تشکیل شده‌است.

## بیولوژی مولکولی و درمان
بسیاری از انواع بلاستوما با جهش در ژن‌های سرکوبگر تومور مرتبط هستند. به عنوان مثال، بلاستوم‌های پلور ریه با جهش ژن کدکننده پی ۵۳ مرتبط است. با این حال، جهشی که اجازه تکثیر سلول‌های ناقص تمایز یافته را می‌دهد می‌تواند از بیمار به بیمار دیگر متفاوت باشد و یک جهش می‌تواند پیش آگهی را تغییر دهد.
در مورد رتینوبلاستوم، بیماران دارای یک کاریوتیپ غیرطبیعی قابل مشاهده هستند که جهش عملکردی آن در نوار خاصی از کروموزوم ۱۳ از بین می‌رود. این حذف مغلوب روی ژن rb با انواع دیگر سرطان نیز مرتبط است و باید در هر دو آلل وجود داشته باشد تا یک سلول طبیعی به سمت بدخیمی پیشرفت کند.
بنابراین، در مورد بلاستوم‌های رایج، مانند رتینوبلاستوم، پزشک ممکن است مستقیماً به سراغ درمان برود، اما در مورد بلاستوم‌های نادرتر و مرتبط با ژنتیک، پزشکان ممکن است قبل از ادامه درمان، کاریوتایپ بیمار را مشخص کنند. برخی از نمونه‌های بلاستوم عبارتند از: هپاتوبلاستوم، مدولوبلاستوم، نفروبلاستوم، نوروبلاستوم، پانکراتوبلاستوم، بلاستوم پلوروپولموناری، رتینوبلاستوم، گلیوبلاستوم و گنادوبلاستوم.